# Glossario del vino

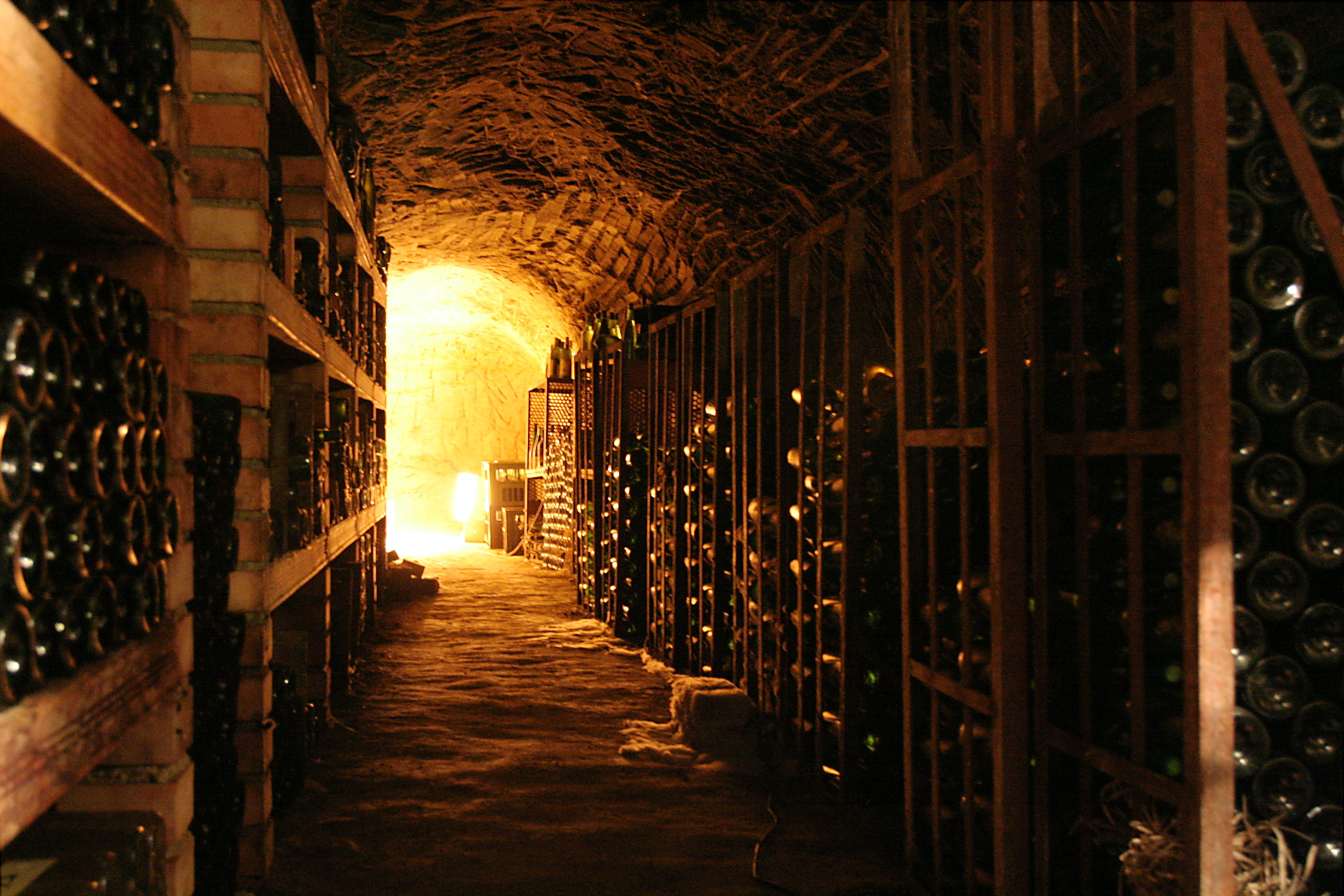
Una cantina di invecchiamento del vino

Glossario della terminologia riguardante il vino.

## A

### Abbinamento cibo-vino
L'arte di armonizzare e valorizzare al meglio le caratteristiche dei vini e dei cibi fra di loro. È basata su regole che lasciano comunque spazio al gusto e all'esperienza di chi le adotta.

### Abbinamento per contrapposizione
Nasce dalla necessità di contrastare o almeno ridurre, in un abbinamento, le caratteristiche dominanti, onde consentire un maggiore equilibrio gustativo. Se un cibo, ad esempio, è prevalentemente grasso, sarà opportuno abbinarlo a un vino fresco, vivace, ricco di acidità, in grado di pulire la bocca, oppure tannico e alcolico, purché la struttura del piatto lo consenta.

### Abbinamento per similitudine
È indispensabile quando il sapore del cibo è a prevalenza dolce. Abbinare uno spumante secco a una torta di crema farcita è un grossolano errore: il piatto perderebbe quella sua sensazione di piacevolezza e rotondità e il vino sembrerebbe aggressivo e quasi amaro. Molto meglio un Moscato d'Asti dolce (se si prediligono le bollicine).

### Abboccato
Si definisce abboccato un vino tendente al dolce con un residuo zuccherino compreso tra 4 g/L e 12 g/L.

### Abbonimento
Riguarda il processo di pulitura delle botti per renderle adatte a contenere il vino. Si effettua con lavaggi e getti a pressione di vapore caldo che asportano le impurità presenti sulla superficie del vaso vinario. Nelle botti di grandi dimensioni si può anche piallare la parte interna delle doghe.

### Acidità fissa
L'acidità determinata dai soli acidi non volatili (tartarico, malico, citrico). Da essa dipende soprattutto la serbevolezza del vino.

### Acidità totale
Componente fondamentale di un vino, è la somma dei vari acidi (fissi e volatili) presenti (malico, tartarico, citrico, acetico) e si esprime in g/L di acido tartarico.

### Acidità volatile
È la componente acidica derivata per lo più dal tenore in acido acetico. Un valore alto dell'acidità volatile indica, nella maggior parte dei casi, un'alterazione in atto verso lo spunto o l'acescenza. Si esprime in g/L di acido acetico.

### Afrometro
Strumento per la misurazione della pressione e dell'anidride carbonica nelle bottiglie.

### Alcol complessivo
Alcol svolto + alcol potenziale.

### Alcol etilico
È il più importante del gruppo degli alcoli, detto etanolo, incolore e dall'odore caratteristico, che si forma durante la fermentazione alcolica, il processo in cui gli zuccheri contenuti nel mosto si trasformano in alcol.

### Alcol metilico
Conosciuto anche come metanolo, è l'alcol più semplice sempre presente nei vini in piccole quantità (60–150 mg/L). Originato durante la vinificazione, influisce sul gusto e sui profumi, ma essendo altamente tossico, la legislazione ha necessariamente posto dei limiti precisi alla sua presenza nel vino.

### Alcol potenziale
Quello che si otterrebbe se anche gli zuccheri residui venissero fermentati (ha un certo valore nei vini dolci).

### Alcol svolto
È quello effettivamente presente nel vino a fine fermentazione.

### Allappante
Sensazione sgradevole provocata da quei vini troppo astringenti per eccesso di tannini o acidità, sostanze che si legano alle proteine della saliva dando una sensazione di asciugamento delle mucose.

### Amabile
Un vino è definito tale quando lascia percepire una delicata sensazione dolce, dovuta a un tenore zuccherino compreso tra il 2-5% e tra 12 g/L e 45 g/L.

### Amaro
Malattia che consiste nella trasformazione, da parte dei batteri lattici, della glicerina (alcol) in acroleina (aldeide); successivamente, unendosi ai polifenoli, arricchisce il vino di sostanze resinose molto amare. Il fenomeno è più frequente nei vini rossi poveri di alcol e di acidità e ottenuti da uve non perfettamente sane.

### Anidride solforosa
Additivo alimentare ad azione antimicrobica, inibente e antiossidante. L'anidride solforosa è impiegata, nel periodo della vendemmia sul mosto, per controllare l'andamento della fermentazione alcolica, impedire lo sviluppo dei lieviti apiculati su quelli ellittici (Saccharomyce cerevisiae) nel periodo di tempo che separa la raccolta delle uve fino all'avvio della fermentazione alcolica e svolge un'azione meccanica durante la macerazione dei vini rossi, che favorisce in parte l'estrazione delle sostanze colorate delle uve rosse (antociani) creando delle microlesioni sulla buccia. A dosi più alte è impiegata per mutizzare il mosto, ovvero per abbattere la carica microbica totale e impedire lo sviluppo di qualsiasi tipo di microrganismo. È impiegata, durante tutto l'anno sul vino, per impedire lo sviluppo di microrganismi che potrebbero causare alterazioni. Le dosi massime ammesse di anidride solforosa sono 160 mg/L per vini rossi, 210 mg/L per vini bianchi e rosati, se con contenuto di zuccheri pari o superiore a 5 mg/L: 200 mg/L vini rossi, 250 mg/L vini bianchi e rosati, vini spumanti 185 mg/L per tutte le categorie di vini spumanti di qualità, 235 mg/L per gli altri vini spumanti (secondo Regolamento attuativo n° 606/2009 della Commissione del 10.07.09).

### Annata
Sinonimo di Vendemmia, Vintage, Vendange.

### Antociani
Sono delle particolari molecole responsabili della colorazione rossa dei vini, sono presenti sull'uva e sono localizzate nelle cellule della buccia; cominciano a comparire sull'acino nel periodo denominato invaiatura (durante il mese di agosto) durante il quale le uve acquisiscono la loro particolare colorazione (blu o gialla) tale fenomeno è maggiormente evidente nelle uve rosse. L'estrazione degli antociani può avvenire per via fisica, ovvero per diffusione da un punto di maggior concentrazione (buccia) a un punto di minor concentrazione (mosto), ovvero per via termica alzando la temperatura del mosto (termovinificazione, messa in pratica per ottenere i rossissimi); per via enzimatica, ovvero utilizzando specifici enzimi pectolitici che spezzano le catene di pectine, le quali formano la struttura cellulare che rende più difficile il movimento delle sostanze presenti nelle cellule dell'acino; per via chimica, ovvero attraverso l'azione dell'anidride solforosa; per via meccanica, ovvero attraverso la fase della macerazione che prevede un rimescolamento delle masse mosto/vinaccia all'interno di uno speciale serbatoio denominato fermentino, tale azione favorisce la rottura della buccia aumentando così la superficie della buccia a contatto col mosto.

### Armonico
Un vino viene definito armonico quando le sue componenti sono in gradevole proporzione tra loro. Un vino raggiunge l'armonia curando tutte le fasi produttive dell'uva, la raccolta, la fermentazione e di particolare importanza risulta la fase della maturazione.

## B

### Bâtonnage
Attività consistente nel rimettere periodicamente in sospensione la feccia tramite il rimescolamento del vino in maturazione. Si effettua nella maturazione in botte di legno o in barrique.

### Barrique
La barrique è un piccolo fusto di rovere francese (Allier, Limousine) della capacità di 225 litri circa. Ha la particolarità di essere costruita con doghe piegate a fuoco diretto e quindi conferisce al vino un particolare sapore.

### Beva
Può essere facile o pronta e indica il grado di bevibilità o il momento in cui il vino è pronto per essere gustato.

### Bouquet
L'insieme dei profumi e degli aromi di un vino.

## C

### Cantina sociale
Società di tipo cooperativo che vinifica e spesso commercializza le uve conferite dai propri soci.

### Cloni
Moltiplicazione agamica (per talea) di una pianta selezionata.

### Colore
Il colore di un vino, oltre a indicarne il tipo di vinificazione subìto, è in grado di fornire varie informazioni sull'età e sul processo di maturazione del prodotto nonché sullo stadio evolutivo dello stesso.
La terminologia ufficiale dell'Associazione italiana sommelier prevede i seguenti termini per la descrizione del colore del vino:
- Vini bianchi: giallo verdolino, giallo paglierino, giallo dorato e giallo ambrato.

- Vini rosati: rosa tenue, rosa cerasuolo, rosa chiaretto.

- Vini rossi: rosso porpora, rosso rubino, rosso granato e rosso aranciato.

### Corpo, corposo
È la struttura ovvero l'insieme di elementi che compongono un vino, tolti l'alcol, l'acqua e i composti volatili. È descritto, quantitativamente, dall'estratto secco totale. Un vino corposo è caratterizzato da una consistente struttura.
Da notare che, per definizione, corpo e tenore alcolico sono disgiunti: un vino corposo potrebbe essere poco alcolico o, all'opposto, un vino di struttura snella potrebbe avere invece alta concentrazione di alcol. Volendo considerare l'effetto del corpo e dell'alcol insieme bisogna usare un altro termine, tipo l'intensità gustativa. In genere, comunque, la struttura e il tenore alcolico sono tra loro in proporzione diretta anche perché il vino, in caso contrario, risulterebbe non adeguatamente equilibrato. D'altra parte, dal punto di vista sensoriale, la concentrazione alcolica "sostiene" il corpo e pertanto ne amplifica la struttura.
Maggiore è la concentrazione zuccherina maggiore è il corpo (l'estratto secco netto invece non cambia, a parità di vino).

### Cuvée
Miscela di più vini, specialmente per produrre spumante.

## D

### Délestage
Sistema di vinificazione che - mediante ottimizzazione dello scambio fra la fase solida e quella liquida durante la macerazione - ottimizza l'ossigenazione del mosto, con miglioramento dell'andamento fermentativo e con attivazione delle reazioni di polimerizzazione degli antociani; questo permette di estrarre meglio fenoli e aromi fruttati, oltre che a dare maggior completezza alla tessitura del vino.
La tecnica consiste nell'estrarre dal tino il mosto di fermentazione portando sul fondo del tino il cappello di bucce (contenenti diossido di carbonio che funge da antiossidante). Il mosto poi viene reinserito a coprire le bucce. Remontage e delestage possono coesistere durante la vinificazione.

### D.O.C.
Denominazione di Origine Controllata. Insieme di vini tutelati a norma di legge attraverso appositi disciplinari di produzione. Vengono controllati, attraverso le varie epoche (dal vigneto alla cantina) e le varie fasi produttive (dall'impianto del vigneto fino all'imbottigliamento del vino prodotto) i parametri produttivi di ogni vino tutelato. I disciplinari possono porre restrizioni sulle zone d'impianto di un vigneto, sui sesti d'impianto, sulla scelta del portinnesto, sulle forme di allevamento, sulle rese per ettaro, fila e ceppo; possono, inoltre, prevedere dei tagli minimi per tipologia di vitigno, imporre parametri minimi e/o massimi sulle caratteristiche chimico/fisiche e organolettiche, il tipo e il materiale del contenitore per l'imbottigliamento, il tipo di chiusura e altri parametri che, se rispettati, possono far sì che si ottenga la denominazione richiesta. Fino al 31 dicembre 2011 la certificazione del rispetto del disciplinare era compito delle rispettive camere di commercio provinciali. Dal 01/01/2012 sono subentrati degli enti terzi (differenti da regione a regione, o provincia, o denominazione) che certificano il rispetto del disciplinare in nome e per conto del ministero delle politiche agricole. La certificazione attesta il rispetto del disciplinare di produzione e non obbligatoriamente un reale livello qualitativo superiore del prodotto.

### D.O.C.G.
Denominazione di Origine Controllata e Garantita. È la denominazione più importante in Italia, in nome della quale si difendono i migliori vini tipici italiani. La differenza, rispetto ai vini D.O.C., riguarda i parametri di riferimento del disciplinare che sono più severi, e interessano zone di produzione più ristrette a favore di una maggiore tipicità del prodotto ottenuto. La certificazione attesta il rispetto del disciplinare di produzione e non obbligatoriamente un reale livello qualitativo superiore del prodotto.

### Dolce
Un vino si dice dolce quando il suo residuo zuccherino è superiore ai 45 g/L.

## E

### Enocianina
Additivo colorante utilizzato per l'arricchimento del colore dei vini rossi poveri in antociani. Si ottiene per estrazione dalle bucce delle uve rosse appena spremute. L'utilizzo dell'enocianina è regolamentato attraverso leggi nazionali ed europee.

### Enologia
L'enologia è la scienza che studia le caratteristiche del vino e le tecniche della sua produzione.

### Enologo
Storicamente, la figura dell'enologo, era, fino agli inizi degli anni novanta, una figura professionale, in quanto si acquisiva lo status di enologo attraverso la pratica triennale presso un enopolio o cantina. Solamente nel 1994, durante il congresso dell'Organizzazione internazionale della vigna e del vino gli enologi sono stati indicati come "persone altamente qualificate che, in conformità alle proprie conoscenze scientifiche e tecniche, sono capaci di svolgere, nel rispetto delle buone e legali pratiche, funzioni di capitale importanza per il settore vitivinicolo".
L'enologo è il professionista della produzione vitivinicola. La sua professionalità si sviluppa principalmente nella responsabilità e nella gestione di complessi enologici, con grandi ricadute quindi anche sulla salubrità e genuinità del vino e pertanto verso i consumatori. All'enologo in Europa e in diversi Paesi extracomunitari è demandata la responsabilità di alcune specifiche pratiche enologiche. Notevole è quindi la sua responsabilità civile, penale e gestionale nel comparto vitivinicolo.
Sono stati attivati, in quest'ultimo periodo, sempre più corsi in vari atenei d'Italia, che, a fronte di un triennio di studi, rilasciano la qualifica di enologo.

### Estratto secco
È il residuo secco ovvero l'insieme delle sostanze non volatili cioè quello che rimane nel vino senza considerare i componenti volatili (acqua, etanolo, altro). Si misura in g/l. L'estratto secco netto è quello totale meno gli zuccheri (detto anche estratto non riduttore). È il parametro connesso al corpo o struttura.

### Etereo
La particolarità dei vini invecchiati, con aroma pungente e alcolico, dato dalla presenza degli eteri.

## F

### Feccia
La feccia è il residuo depositato dopo la fermentazione del vino formato principalmente da lieviti esausti che hanno terminato il loro ciclo vitale, tartrati e impurità derivate dall'uva (frammenti di buccia, di vinaccioli e di foglie verdi e secche); ne risulta di particolare importanza l'eliminazione dal vino attraverso la pratica dei travasi seguiti spesso da filtrazioni, in quanto la feccia, essendo di natura organica e quindi formata da cellule di varia natura, a contatto con l'alcol del vino, dà origine alla lisi delle membrane cellulari e quindi alla dispersione all'interno del vino di sostanze che nella maggior parte dei casi possono originare cattivi odori di difficile eliminazione. La pratica del bâtonnage all'opposto, prevede l'inoculo di lieviti appositamente selezionati all'interno del vino, per favorire la lisi di questi lieviti, per apportare una modificazione dell'aroma complessivo.

### Fermentazione alcolica
Il processo di trasformazione degli zuccheri contenuti nel mosto per opera dei lieviti naturali portati dall'uva o, più frequentemente, di lieviti selezionati e inoculati dopo la pressatura, con formazione di alcoli e anidride carbonica.

### Fermentazione malo-alcolica
Fermentazione secondaria a carico di lieviti del genere Schizosaccharomyces, può avvenire in concomitanza della fermentazione alcolica o in maniera del tutto indipendente; non è una fermentazione auspicabile in quanto poco controllabile con il rischio di ottenere vini poveri in acidità e quindi poveri di nerbo e troppo piatti.

### Fermentazione malo-lattica
Una fermentazione secondaria che trasforma l'acido malico (che conferisce un gusto più fresco e acidulo al vino) in acido lattico (che conferisce un gusto più morbido e rotondo) per opera dei batteri lattici (ascrivibili ai generi Oenococcus, Pediococcus e Lactobacillus) e favorisce una percezione di maggiore "morbidezza" del vino. Tale fermentazione avviene spontaneamente principalmente sui vini giovani, nel periodo primaverile, al rialzarsi delle temperature. La tendenza è quella di favorirla (attraverso l'inoculo dei batteri lattici selezionati) sui vini rossi e di cercare di evitarla sui certi vini bianchi e rosati per avere un maggior grado freschezza.

### Fillossera della vite
La fillossera (Daktulosphaira vitifoliae) è un insetto di origine nordamericana fitomizo che attacca le radici della vite provocando in breve tempo la morte della pianta attaccata. Arrivato in Europa nella seconda metà dell'Ottocento, ha quasi cancellato la viticoltura del continente. È stato in seguito debellato con la pratica, oggi universale, dell'innesto di varietà europee su radici di varietà di vite di origine americana (comunemente noto come portinnesto), adattate alla convivenza con l'insetto e immuni dai suoi attacchi.

### Filtrazione
Operazione tecnologica effettuata per rimuovere particelle in sospensione dal mezzo liquido. A seconda della porosità dei filtri può essere definita sgrossante, brillantante o sterilizzante. Esistono vari tipi di filtro, tra i tanti ricordiamo: 
- a) Filtro sottovuoto, utilizzato per la filtrazione del mosto, provvisto di una pompa del vuoto collegato aun tamburo rotante rivestito sulla parte cilindrica, di una maglia sottile di acciaio, che funge da supporto per il vero substrato filtrante che viene formato da una farina fossile derivante dalle diatomee; si tratta di una filtrazione per alluvionaggio.
- b) Filtro a farina, utilizzato per la filtrazione sgrossante o brillantante del vino, è un tipo di filtrazione per setacciamento in quanto, il substrato filtrante (la farina fossile), viene miscelato in un'apposita vasca, della quale è provvisto il filtro, e successivamente iniettato in una camera a pressione del filtro, all'interno del quale si trovano le piastre filtranti. Questo tipo di procedura fa sì che si creino dei piani di farina fossile che hanno il potere di mantenere inalterata l'efficienza del filtro, in quanto uno strato statico e costante di farina si intaserebbe a causa del torbido del vino.
- c) Filtro tangenziale, utilizzato per la filtrazione brillantante e sterilizzante del vino, è una filtrazione a membrana che va a sostituire la filtrazione a farina dei vini; risulta meno invasiva rispetto alla precedente in quanto lascia inalterato il gusto del vino essendo, il substrato filtrante, composto da membrane di materiale inerte a differenza delle diatomee che sono di derivazione marina. Le cartucce filtranti sono formate da tante membrane a forma di "bucatino" (in quanto cave all'interno) dentro il quale scorre in vino da filtrare; il differenziale di pressione (maggiore all'interno della membrana) e la porosità calibrata (1 micron circa) del substrato permettono la fuoriuscita del vino limpido. Lo scorrimento tangenziale rispetto alla membrana del filtrando, evita l'intasamento della stessa dando la possibilità di una maggior efficienza filtrante. Svantaggio di questa filtrazione è dato dal forte attrito e alle pressioni che necessitano per la filtrazione di vini molto strutturati o molto sporchi, in quanto favoriscono un aumento delle temperature del vino.
- d) Filtro tangenziale a ceramica, uguale al filtro tangenziale, con la differenza del substrato filtrante formato da cartucce ceramiche. Poco diffuso in quanto necessita di pressioni molto alte col lo svantaggio dell'aumento dell'attrito e conseguente possibile aumento delle temperature del vino.

### Fitofarmaci
I fitofarmaci sono sostanze chimiche, di sintesi o estratte da materie prime naturali, utilizzate come prodotti fitosanitari. I più importanti si distinguono in:
- insetticidi e acaricidi, se vengono usati contro insetti e acari dannosi alle colture,
- anticrittogamici, se servono a curare le malattie delle piante dovute a funghi microscopici (la peronospora della vite o la ticchiolatura del melo) o a batteri,
- erbicidi, se uccidono le piante infestanti.

Tutte queste sostanze vanno usate con prudenza e solo quando veramente è necessario, a causa del loro impatto ambientale e sulla salute dell'uomo e degli animali.

### Franchezza
Un vino franco è quello che ha un odore/aroma pulito e netto, totalmente privo di anomalie o cedimenti. Ne consegue che la franchezza è la schietta e decifrabile espressione odorosa. 

### Fresatura
La fresatura è una tecnica agricola che si usa per effettuare una lavorazione poco profonda del terreno. Poco diffusa in ambienti aridi in quanto destrutturano il terreno, più diffusa per terreni argillosi e compatti che necessitano un arieggiamento del terreno per contrastare un'eventuale asfissia dell'apparato radicale della vite. Le ultime tendenze in fatto di viticoltura, sconsigliano la fresatura in quanto non è precursore di qualità dell'uva: vari test e sperimentazioni hanno dimostrato che vigneti non lavorati hanno dato risultati qualitativi migliori (maggior gradazione alcolica, profumo e struttura del vino ottenuto) rispetto a vigneti lavorati. La fresatura può causare anche delle lesioni di varia entità all'apparato radicale, se questa ha una manifestata tendenza a emergere e migrare verso la superficie.

## G

### Gelatina
Proteina, utilizzata come coadiuvante, di origine animale, si estrae dalla pelle e dalle cartilagini suine e bovine, successivamente purificata ed essiccata; si trova in commercio sia sotto forma liquida sia solida. Viene utilizzata per il collaggio dei vini, operazione molto delicata che influenza i vini sotto il profilo strutturale, migliorandone la stabilità nel breve e medio periodo. Rientra nel novero delle operazioni di chiarifica del vino, andando a migliorare la stabilità colloidale. In seguito allo sviluppo della malattia della mucca pazza i laboratori di ricerca hanno sviluppato anche proteine di origine vegetale per ovviare a eventuali problematiche sulla trasmissibilità, attraverso la gelatina, della malattia; la ricerca non ha avuto molto successo in quanto le proteine vegetali hanno avuto problemi legati all'origine delle materie prime (presenza di OGM tra le materie prime, tossine di origine fungina, residui di prodotti antiparassitari, inquinanti, metalli pesanti, ecc.) e soprattutto problemi sulle potenzialità del prodotto che non risulta efficace quanto le gelatine di origine animale.

### Glicerina
Si forma sulla buccia degli acini d'uva e per tale motivo i vini con maggior tasso di glicerina, risultano quelli che hanno subito una vinificazione in rosso (con il contatto delle bucce con il mosto in fase fermentativa). Alla degustazione, vini con un elevato tenore in glicerina, risultano più rotondi e danno origine a un maggior numero di archetti nel bicchiere.

### Gomma arabica
È un eccipiente (E414) utilizzato soprattutto nell'industria alimentare come stabilizzatore. La gomma arabica, come quasi tutte le gomme e le resine di origine vegetale, è prodotta dalla pianta in seguito a un "vulnus" (ferita) alla propria integrità superficiale.
La gomma arabica è una miscela complessa di polisaccaridi (P.M. 250 000-300 000) e glicoproteine che le conferiscono una delle sue proprietà più importanti: la completa edibilità (commestibilità). In enologia è utilizzato per la stabilità delle sostanze coloranti dei vini rossi, in modo da evitarne la condensazione sulle superfici dei contenitori.

### Grappa
Bevanda alcolica derivante dalla distillazione, in corrente di vapore, delle vinacce fresche.

### Grappolo
È un'infiorescenza semplice, caratteristica della pianta della vite.

## H

### Habitat
In ecologia l'habitat è un ambiente che offre le condizioni di vita adatte a una o più specie.

### Humus
L'humus è un miscuglio colloidale di sostanze organiche proveniente dalla decomposizione di resti animali e vegetali, presente nel terreno.

## I

### I.G.T.
L'Indicazione Geografica Tipica, garantisce l'origine geografica dei vini da tavola. In un'ipotetica piramide dove al vertice si posizionano i vini DOCG, al secondo livello i vini DOC, i vini a indicazione geografica tipica si posizionano al disotto dei vini DOC in quanto hanno un disciplinare meno restrittivo, la concessione del riconoscimento non è subordinata ad alcuna degustazione o analisi da parte dell'ente certificatore, ma solo una dichiarazione che ne comprovi l'origine delle uve raccolte, il vigneto di provenienza e la varietà dell'uva. Esistono, comunque, degli obblighi minimi da rispettare, anche sulle varietà utilizzabili nelle varie zone interessate. Solitamente le indicazioni sono di livello provinciale o in alcuni casi identificano delle zone tipiche riconducibili a zone storiche dell'Italia. È previsto il riconoscimento della vendemmia di appartenenza del prodotto.

### Imbottigliato all'origine
Termine ammesso sull’etichetta per vini IGP/DOP se imbottigliati nell’azienda del produttore. Vale il principio di prevalenza, cioè tale menzione potrà essere utilizzata, da un’azienda agricola, anche nella etichetta di vini DOP o IGP acquistati da terzi (e, perciò, non prodotti in azienda) a condizione che sia assicurato che, dal punto di vista quantitativo, la produzione complessiva dell’azienda sia prevalente rispetto a quella delle citate partite acquistate da terzi.
Esempi espressioni similari ammessi anche per vini senza DOP e IGP, sempre se imbottigliati nell’azienda del produttore: imbottigliato dall’azienda agricola, imbottigliato dal viticoltore, imbottigliato all’origine dalla cantina sociale, imbottigliato nella fattoria, imbottigliato nel podere, imbottigliato nella cascina, imbottigliato nella tenuta.

### Inerbimento
Particolare tecnica di gestione del suolo dei vigneti, l'inerbimento può essere di due tipi: inerbimento controllato e inerbimento spontaneo. L'inerbimento controllato si effettua selezionando delle sementi di graminacee, leguminose ed erbe varie che vanno a migliorare la nutrizione e la struttura del terreno stesso. Tale pratica richiede interventi di irrigazione o terreni ricchi di umidità. Col passare degli anni le sementi infestanti possono prendere il sopravvento sulle colture seminate nel vigneto, questo richiede un ripristino periodico del tappeto. La gestione periodica richiede inoltre periodici sfalci per evitare un accrescimento elevato del manto stesso. L'inerbimento spontaneo non richiede semine o gestione del suolo, non apporta particolari caratteristiche nutritive al terreno, ha solo un effetto positivo sulla struttura del terreno, e si rende necessario soprattutto in quelle zone a rischio dilavamento. Inoltre, vigneti con terreni poco lavorati, apportano maggiori caratteristiche positive all'uva ottenuta.

### Innesto
L'innesto è una pratica colturale che consiste nell'inserzione di una gemma o di una marza da una vite fruttifera a un'altra vite detta portinnesto. Pratica indispensabile per combattere la fillossera e per adattare il vitigno a specifiche condizioni pedologiche.

### Inoculo
È l'insieme del materiale microbiologico utilizzato per la gestione dei processi fermentativi. Per la gestione della fermentazione alcolica si utilizzano: Saccharomyces cerevisiae, Saccharomyces Bayanus eTorulaspora delbrueckii; per la fermentazione malolattica si utilizzano batteri del genere Lactobacillus e Oenococcus. Solitamente gli inoculi sono, a livello commerciale, prodotti pronti o da preparare in cantina, prodotti su larga scala e confezionati. Inizialmente, gli inoculi erano poco diffusi e le cantine dovevano provvedere (per coloro che avevano i mezzi e le conoscenze) a dotarsi degli inoculi ricavandoli dall'uva. Altresì, nel passato, le fermentazioni erano per lo più spontanee o nella maggior parte dei casi affidate al corredo microbiologico presente nelle porosità del legno dei vecchi tini in legno delle quali le cantine erano provviste.

### Integralmente prodotto
Termine ammesso sull’etichetta per vino ottenuto solo da uve raccolte e vinificate nell’azienda. Le uve devono essere provenienti da vigneti di pertinenza dell’azienda e vinificate nella stessa.

## J

### Jéroboam
Bottiglia solitamente usata per Champagne o altri vini spumanti, dalla capacità di 3 litri.

## L

### Leguminose
Raggruppamento sistematico di piante dicotiledoni della famiglia delle Fabaceae, a cui appartengono numerose specie di grande importanza dal punto di vista alimentare, medicinale, foraggero e ornamentale e anche industriale. Vengono anche utilizzate per arricchire il terreno di azoto, con la pratica colturale del sovescio. Vengono utilizzate per l'inerbimento controllato del suolo del vigneto.

### Lieviti
I lieviti sono un insieme generico di microrganismi responsabili della fermentazione. L'insieme dei lieviti immessi nel mosto si definisce inoculo. Si trovano sulla buccia dell'uva e a essi è imputabile un buono o cattivo andamento fermentativo del mosto in vino. L'azione principale di ogni lievito è quella di trasformare gli zuccheri fermentescibili in alcol; allo stesso tempo ogni ceppo di lievito può dare origine a fermentazioni differenti per gli effetti secondari: formazione di eccessiva schiuma (lieviti schiumogeni), formazione di cattivi odori (solfiti e mercaptani indipendentemente dal tenore di anidride solforosa immessa), formazione di fecce compatte (lieviti flocculanti), formazione di profumi floreali (lieviti aromatizzanti), effetto disacidificante; per tutti questi motivi, e per avere la certezza a priori del risultato della fermentazione alcolica, vengono utilizzati lieviti selezionati prodotti dalle industrie biotecnologiche.

### Lotta biologica
La lotta biologica è la pratica di difesa delle colture che rifiuta l'uso dei prodotti di sintesi industriale (eccetto rame e zolfo) a favore di organismi viventi predatori di insetti nocivi e/o anti-crittogamici e anti-settici.

### Lotta chimica
Gli insetti e gli acari fitofagi possono essere combattuti con gli insetticidi e gli acaricidi. La lotta chimica a calendario prevede che si faccia l'intervento chimico quando si presume che il fitofago dannoso sia presente senza riscontrarne effettivamente la sua presenza. Molti trattamenti risultano così inutili, con maggior rischio di danno ambientale, sanitario ed economico. La lotta a calendario è la strategia più grossolana di difesa delle colture dagli insetti. Usata principalmente in passato e dove manca una corretta istruzione tecnica.

### Lotta guidata
La lotta guidata è una lotta chimica basata su una soglia economica di densità dell'insetto dannoso su una data coltura. Se questa densità è tale che il danno supera il costo dell'intervento insetticida si fa l'intervento, altrimenti no. La soglia economica viene valutata a vista o raccogliendo materiale (foglie, per esempio) per dei computi di laboratorio, oppure contando gli insetti caduti nelle trappole, e così via. È un sistema infinitamente migliore della lotta a calendario, perché sostituisce un'infestazione presunta con una reale, e consente di diminuire il numero degli interventi insetticidi.

### Lotta integrata
La lotta integrata è una strategia nella quale si impiega la soglia economica come nella lotta guidata, ma si sostituiscono molti interventi chimici con interventi biologici (diffusione di entomofagi o di epidemie: lotta biologica classica o moderna). La lotta integrata si fonda su un'armonizzazione tra lotta chimica e lotta biologica. Naturalmente, gli insetticidi usati saranno preferibilmente quelli meno dannosi all'ecosistema.

## M

### Metabisolfito
Termine che raggruppa sali (solfiti) dell'anidride solforosa. Impiegato in enologia poiché in soluzione acquosa rilascia anidride solforosa. È polverulento e quindi più facile da dosare e manipolare rispetto all'anidride solforosa (che è un gas). È utilizzato nelle varie fasi lavorative del vino all'interno della cantina (vedi anidride solforosa alla lettera 'A').

### Metodo classico
Il metodo classico, o méthode champenoise (che prende nome dalla regione francese dello Champagne) è un processo di produzione di vino spumante che consiste nell'indurre la rifermentazione in bottiglia dei vini attraverso l'introduzione di zuccheri e lieviti selezionati (liqueur de tirage).

### Metodo Charmat
Il metodo Charmat (o metodo Martinotti) è utilizzato per produrre spumanti. Si differenzia dal metodo classico perché la presa di spuma avviene in un recipiente a tenuta stagna, definito autoclave. Questo metodo consente di ottenere un processo più rapido e quindi più economico rispetto al metodo classico (e va inoltre a influenzare il prodotto finale, che, a parità di uvaggio e di residuo zuccherino, risulta generalmente più "fresco"). Di contro, le lavorazioni dei vini spumanti così ottenuti richiedono particolari attrezzature, definite isobariche, che consentono di operare in ambiente alla stessa pressione del vino: una diminuzione di pressione, causerebbe la perdita di effervescenza del vino.

### Microclima
Il termine microclima si riferisce a una zona geografica in cui il clima differisce in modo significativo da quello delle zone circostanti. Il microclima influenza notevolmente le caratteristiche qualitative dell'uva, anche all'interno dello stesso vigneto (per esempio un vigneto parzialmente in ombra produrrà uve differenti a livello organolettico). Nei casi estremi della ricerca della qualità viene tenuto conto anche dello stato della singola pianta di vite.

### Microflora
Flora microbica. Si riferisce alla flora batterica reperibile in un dato ambiente o mezzo organico. In riferimento al vino, i gruppi microbici maggiormente coinvolti risultano essere lieviti (rappresentati dalla specie Saccharomyces cerevisiae) e batteri lattici, responsabili della fermentazione secondaria (malolattica) e rappresentati principalmente dalla specie Oenococcus oeni. Ascrivibili alla microflora enologica anche i batteri acetici, responsabili del difetto conosciuto come "spunto acetico".

### Millesimo
Il termine millesimo si riferisce all'anno relativo ad un'annata, specie se questa è di alto livello. Molto utilizzato per lo spumante. Millesimato è l'aggettivo corrispondente (significa che in etichetta è riportato il millesimo).

## N

### Nicchia ecologica
La nicchia ecologica è la funzione o il ruolo di organismo all'interno di un ecosistema.

### Nutrienti
Riferito a organismi vegetali si intendono ad esempio i sali di azoto, fosforo e potassio (i macroelementi dei fertilizzanti) assunti, di solito, per mezzo delle radici dagli organismi vegetali.

## O

### Organico
- in ecologia: che si riferisce al mondo animale o vegetale;
- in chimica: di composto costituito essenzialmente da carbonio e idrogeno.

### Ossidato
Un vino ossidato è un vino che a causa dell'eccessivo contatto con l'aria ha perso freschezza e presenta un colore più scuro del normale a causa di fenomeni ossidativi.

### Ossidazione
Un'ossidazione è una reazione chimica per mezzo della quale una sostanza o un elemento si combina con ossigeno.

## P

### Paglierino
Termine usato per classificare visivamente un vino bianco, indica un colore giallo simile alla paglia ed è tipico nei vini giovani che non hanno subìto affinamenti in legno.

### Passito
Vino da uve disidratate ovvero quando il vino è prodotto utilizzando, in tutto o in parte, uve appassite sulla pianta o, artificialmente all'aperto sotto il sole o in fruttaio.

### Persistenza
Durata delle sensazioni gusto-olfattive prodotte da un vino dopo che questo è stato deglutito.

### Piante coltivate
Le piante coltivate sono state, fin dalla più lontana preistoria, sottratte dall'uomo alla lotta per la vita, alla selezione naturale, e poste sotto la sua protezione per sviluppare l'agricoltura. L'uomo ha selezionato prima empiricamente, e poi scientificamente, le piante coltivate spesso non per incentivare le loro facoltà di sopravvivenza, ma solo per farle produrre di più, sostituendo la selezione naturale con quella artificiale. Le piante sono diventate così più produttive, ma spesso meno resistenti agli insetti e alle malattie ed è necessario difenderle con la chimica, o ancor meglio con la lotta biologica. Attualmente i genetisti lavorano per ottenere delle piante coltivate meno vulnerabili all'attacco dei loro nemici.

### pH
Il pH è la concentrazione di ioni idrogeno in una data soluzione; dà una misura dell'acidità della soluzione in esame. È espresso come l'inverso del logaritmo della concentrazione idrogenionica, in una scala di valori compresi tra 0 e 14.

### Produzione integrata
Per produzione integrata si intende una strategia complessiva di difesa delle colture in cui si fa ricorso a pratiche agronomiche (lavorazioni, rotazioni, concimazioni equilibrate, irrigazioni, potature), alla lotta guidata, alla lotta integrata, alla lotta biologica, alla genetica (piante resistenti), all'ingegneria genetica (piante transgeniche), a tutti quegli interventi in grado di rendere sempre più difficile la vita degli insetti dannosi.

### Pruina
La pruina è una sostanza di consistenza cerosa che viene prodotta dalle cellule superficiali dell'epidermide di frutti e foglie. Si trova nelle bucce degli acini.

## R

### Residui di fitofarmaci
Sono quelle piccole quantità di fitofarmaci che restano nei prodotti trattati, e che il consumatore ingerisce con il cibo senza saperlo. Se l'agricoltore rispetta il tempo che deve intercorrere tra l'intervento chimico e la raccolta, i residui restano nei limiti consentiti dalla legge, e non dovrebbero risultare dannosi alla salute. Se il lasso temporale non viene rispettato, cosa che succede in un certo numero di casi, il prodotto è fuorilegge, suscettibile di venire ritirato dal commercio, e costituisce un rischio per il consumatore. La lotta guidata, integrata e biologica consentono di immettere sul mercato prodotti con residui a norma di legge o addirittura assenti.

### Resistenza
I fitofarmaci tendono a selezionare degli insetti insensibili alla loro azione. Per esempio, se si tratta per diverse generazioni una popolazione di mosche con il famigerato DDT, sopravviveranno, a seguito dei trattamenti, solo quegli individui dotati di più enzima capace di detossificare la molecola. Alla fine la popolazione resistente sostituirà quella sensibile. Attualmente più di 500 specie dannose sono diventate insensibili ai più comuni prodotti di sintesi.

### Rete alimentare
Insieme di relazioni di alimentazione all'intemo di un ecosistema.

### Riserva
Tale menzione caratterizza vini che sono sottoposti ad un periodo di invecchiamento più lungo rispetto alla versione base dello stesso vino. Il tempo minimo di invecchiamento dipende dalla regione di produzione e dalla denominazione.
Per esempio in Piemonte, nel Barbaresco, il tempo minimo di invecchiamento necessario per poter apporre la menzione "Riserva" sull’etichetta è di 50 mesi di cui 9 mesi in legno, e questo a partire dal 1° novembre dell’anno di raccolta delle uve. Nel Barolo invece, il tempo minimo di invecchiamento necessario per poter apporre la menzione "Riserva" sull’etichetta è di 62 mesi di cui 18 mesi in legno, e questo a partire dal 1º novembre dell’anno di raccolta delle uve.

### Robusto
Vino strutturato e corposo.

### Rubino
Termine usato per classificare visivamente un vino rosso giovane di media struttura.

## S

### Saprobio
Un saprobio è un organismo (animale o vegetale) che si è adattato a vivere in ambienti ricchi di sostanze organiche in decomposizione.

### Saprofita
Un saprofita è un organismo vegetale che si nutre anche o esclusivamente a spese di organismi morti o di sostanze organiche in decomposizione.

### Secco
Il significato enologico di secco è riferito a un vino che ha un residuo zuccherino inferiore ai 4 g/L.

### Set-aside
Set-aside è una terminologia inglese che letteralmente tradotta significa "mettere da parte". Agronomicamente si intende secondo le normative comunitarie il ritiro dalla produzione agricola di un determinato appezzamento di terreno che viene lasciato a riposo per periodi più o meno lunghi (anche fino a 20 anni). Per tale scelta la Comunità europea corrisponde al proprietario del fondo un contributo economico.

### Sfecciatura
La sfecciatura (detta anche defecazione) è la pratica con la quale si eliminando le fecce dal vino. Viene tipicamente eseguita al termine della vinificazione. Nel caso di vinificazione in rosso sono eliminate, più propriamente, le vinacce durante la svinatura e solo successivamente le fecce.
La sfecciatura può essere eseguita anche su un mosto di pressatura o di sgrondo (vinificazione in bianco).

### Sgrondatura
La sgrondatura è l'operazione con la quale si eliminano le parti solide del grappolo in un mosto destinato alla vinificazione in bianco. Il pigiato o il pigi-diraspato è processato da macchine dette sgrondatori e il risultato è il mosto (detto di "sgrondo" o mosto fiore) composto da solo succo. Le vinacce (vergini) possono essere successivamente lavorate per ottenere il mosto "di torchio" unite al mosto fiore. Il mosto ottenuto da pressatura non richiede ovviamente sgrondatura.
La sgrondatura è cosa diversa dalla sfecciatura (o defecazione).

### Simbionte
Ognuno degli organismi viventi in simbiosi.

### Soglia economica
In agricoltura la soglia economica costituisce quella certa densità dell'insetto dannoso (numero degli insetti sulle foglie, numero di getti infestati, e così via) al di sopra della quale il danno provocato dall'insetto o dal fungo diventa più consistente del costo dell'intervento (chimico o biologico) ed è necessario così passare all'azione. Se tale densità resta sotto la soglia, non si deve far nulla. Le soglie economiche, per insetti e per colture, sono riportate nei manuali di lotta guidata, integrata e biologica.

### Sommelier
Figura professionale che all'interno di un'attività ristorativa si occupa di tutte le operazioni legate a gestione e servizio del vino.

### Sovescio
Il sovescio è una pratica agronomica consistente nell'interrare o sfalciare leguminose (lupino, veccia, fava, trifoglio) ricche di composti azotati allo scopo di arricchire il terreno.

### Starter
Lo starter o lievito selezionato è una coltura microbica selezionata per determinate applicazioni. Sono lieviti selezionati o starter per l'enologia ceppi di Saccharomyces cerevisiae dotati di particolari attitudini fermentative in grado di migliorare andamento e risultati delle fermentazioni alcoliche dei vini. Le colture selezionate vengono generalmente commercializzate in forma disidratata. Recentemente si sta diffondendo l'uso di starter batterici contenenti ceppi di Oenococcus oenus da utilizzare per la fermentazione malolattica dei vini.

### Stoma
Lo stoma è il complesso di cellule nell'epidermide delle piante che volgono la faccia concava l'una verso l'altra, lasciando tra loro una fessura che permette gli scambi gassosi, la respirazione e la traspirazione delle piante.

### Svinatura
La svinatura è l'operazione vinicola mediante la quale si estrae il vino dal mosto al termine della fermentazione ovvero il primo travaso operato sul vino fiore. Il termine viene impiegato soprattutto per la vinificazione in rosso per significare la separazione del vino dalle vinacce al termine della fermentazione.

### Surmaturazione
Procedimento con il quale le uve sono lasciate maturare in pianta per un tempo maggiore di quello del perfetto equilibrio delle componenti dell'acino. La si esegue per avere un vino da vendemmia tardiva (quindi abboccato o amabile) o utilizzare una frazione del mosto/vino ricavato al fine di ottenere un taglio maggiormente morbido, strutturato e con aromi rotondi. La surmaturazione non è appassimento (qui la disidratazione è avanzata e con uve vendemmiate).
Ovviamente, esistono diversi livelli di surmaturazione (da solo accennata a intensa) a seconda delle scelte del produttore o, spesso, dell'andamento della stagione.

## T

### Taglio
Il taglio è l'assemblaggio di vini diversi per vitigno, tipo di maturazione, provenienza, annata. Il taglio lo si esegue normalmente prima di far invecchiare il prodotto finito oppure prima dell'imbottigliamento per la vendita.
Taglio e uvaggio sono due concetti diversi.

### Tannino
Il tannino è una classe di composti contenuti in diverse piante con proprietà analoghe a quelle dell’acido tannico, solubili in acqua, di sapore astringente, capaci di precipitare i sali dei metalli pesanti. Sono diffusi tra l'altro in alcuni frutti come le uve nere, e sono alla base di varie proprietà e caratteristiche organolettiche del vino, e le loro trasformazioni intervengono nel processo di invecchiamento della bevanda.

### Tonneaux
Fusti di rovere della capacità di circa 500 litri costruiti con la stessa tecnica delle barrique.
Hanno un rapporto vino-legno minore delle barrique, per cui la cessione dei tannini al vino è leggermente più blanda che nei fusti più piccoli.

### Tossicità biologica
Capacità di alcune sostanze di agire per via chimica sugli organismi animali e vegetali con effetto nocivo più o meno esteso.

### Travaso
Trasferimento del vino da un contenitore all'altro, realizzato nel periodo della fermentazione e della maturazione per liberarlo dalle fecce e dai depositi solidi onde prevenirne l'ossidazione indesiderata.

## U

### Umificazione
L'umificazione è l'insieme dei processi demolitivi enzimatici attraverso i quali le sostanze organiche degli organismi vengono trasformate in altri prodotti organici che costituiscono l'humus.

### Urea
L'urea è un composto azotato (diammide dell'acido carbonico), un solido bianco e inodore solubile in acqua. Prodotta nel fegato in seguito alla demolizione delle sostanze proteiche delle quali costituisce il prodotto finale del ricambio dell'azoto, eliminata con l'urina dei mammiferi (l'uomo ne produce circa 30 grammi al giorno). L'urea trova largo impiego, fra l'altro, come fertilizzante.

### Uvaggio
L'uvaggio è una tecnica di assemblaggio di uve provenienti da differenti vitigni, messe insieme in percentuali predefinite prima della vinificazione. Si usa per conferire al vino particolari caratteristiche organolettiche. In pratica, con l'uvaggio si vinificano insieme uve di diversi vitigni (si spremono insieme, non separatamente).

## V

### Vegetazione igrofila
Vegetazione che necessita di acqua dolce e cresce in terreni umidi.

### Vinaccia
Frazione solida del mosto d'uva ovvero l'insieme di bucce, vinaccioli, raspi. La parte rimanente del mosto è il (puro) succo. Le vinacce possono essere diraspate o meno a seconda della tipologia di operazioni eseguite per l'ammostamento. Le vinacce possono essere vergini (non hanno subito alcuna fermentazione) oppure fermentate (completamente o parzialmente).
Feccia e vinaccia sono due sottoprodotti diversi.

### Vitato
Aggettivo che indica terreno coltivato a vite.

### Viticoltura montana
Per viticoltura montana si intendono tutte quelle forme colturali caratterizzate da difficoltà strutturali permanenti come la forte pendenza o le condizioni orografiche difficili, come:
- coltivazioni di vigneti su pendenze del terreno maggiori del 30% o altitudine superiore ai 500 m s.l.m., con l'esclusione dei sistemi viticoli in altopiano;
- sistemi viticoli su terrazze o gradoni;
- viticolture delle piccole isole.

## X

### Xenobiotico
Detto di sostanza non presente naturalmente in un determinato ambiente ed estranea alle normali funzioni metaboliche degli organismi.

## Z

### Zoocenosi
L'insieme degli animali che convivono in un determinato ambiente (o biotopo).